# 두우
두우(杜佑, 735년 ~ 812년)는 중국 당나라의 역사가이다. 자는 군경(君卿)이고, 시호는 안간(安簡)이다.
경조부(京兆府) 만년현(萬年縣), 즉 지금의 산시성 시안시 출신이다. 증조부는 형주, 익주의 도독부 장리를 지냈고, 할아버지는 우사원외랑(右司員外郞), 상정학사(詳正學士)를 지냈으며, 아버지 두희망(杜希望)은 홍려경(鴻臚卿), 항주자사(恒州刺史) 등을 역임하고 우복야(右僕射)에 추증되었다.
과거를 거치지 않고 가문의 격식에 따른 음서로 등용되어, 지방에서는 영남절도사(嶺南節度使), 회남절도사(淮南節度使), 중앙에서는 어사대부(御史大夫), 사도동평장사(司徒同平章事) 등을 역임했다. 헌종에게 중용되어 행정면에서는 재상이었던 양염을 보좌하여, 양세법의 시행에 힘썼다.
유질(劉秩)이 편찬한 『정전(政典)』 30권의 결점을 보완하여, 대력 원년(766년)부터 30년 남짓의 시간을 들여 『통전』 200권을 저술하였다. 그밖에 『이도요결(理道要訣)』, 『빈좌기(賓佐記)』, 『관씨지략(管氏指略)』 등의 저술을 남겼다고 하나 지금은 전하지 않는다.
사후 태부(太傅)에 추증되었으며, 그의 손자는 당 말기의 시인으로 유명한 두목이다.